# Jim MacDonald
Pour les articles homonymes, voir MacDonald.
John James, "Jim" ou "Jimmy" MacDonald (19 mai 1906, Dundee, Écosse - 1er février 1991, Glendale, Californie, États-Unis) est un acteur écossais spécialisé dans les voix et fut le premier responsable du département des effets sonores de Walt Disney Pictures. Il fut la voix officielle de Mickey Mouse de 1946 à 1983.

## Biographie
MacDonald débute chez Disney au service des effets sonores en 1934. Il est ainsi présent dans La Remorque de Mickey (1938). Il développa plusieurs inventions afin de rendre les sons des personnages et objets des films plus expressifs tels que le train Casey Jr. dans Dumbo (1941), Evinrude dans Les Aventures de Bernard et Bianca (1977) et Buzz-buzz l'abeille qui joue des tours à Donald Duck dans les courts métrages des années 1950.
Il ajouta des effets de voix à des personnages tels que les déglutissements et hoquets de Simplet dans Blanche-Neige et les Sept Nains (1937), les couinements de Tic et Tac dans plusieurs courts métrages à partir de Pluto soldat (1943) ou les fredons de Kirk Douglas dans Vingt Mille Lieues sous les mers (1954).
C'est en 1946 que Walt Disney, trop occupé par la gestion de sa société, demanda à MacDonald de le remplacer pour la voix de Mickey. Les deux voix sont audibles dans le film Coquin de printemps (1947).
Dans les années 1960, il donne vie à la Volkswagen Coccinelle de la série de films en produisant les différents sons et bruits de la voiture.
MacDonald a pris sa retraite en 1983 et passa le flambeau à un autre acteur et technicien d'effets sonores, Wayne Allwine à l'occasion du film Le Noël de Mickey (1983). MacDonald est décédé en 1991 d'une crise cardiaque.

## Filmographie
- 1937 : Blanche-Neige et les Sept Nains
- 1940 : Fantasia
- 1941 : Le Dragon récalcitrant
- 1943 : Pluto soldat
- 1947 : Donald chez les écureuils
- 1948 : Mickey, Pluto et l'Autruche
- 1948 : Pluto's Purchase
- 1948 : Mickey et le Phoque
- 1949 : Mickey et Pluto au Mexique
- 1949 : Donald fait son beurre
- 1949 : Donald et son arbre de Noël
- 1950 : Cendrillon
- 1950 : Crazy Over Daisy
- 1950 : Pluto joue à la main chaude
- 1951 : Drôle de poussin
- 1951 : Une partie de pop-corn
- 1951 : Plutopia
- 1951 : Alice au pays des merveilles
- 1951 : Pluto et le Raton laveur
- 1952 : La Fête de Pluto
- 1952 : Tic et Tac séducteurs
- 1952 : L'Arbre de Noël de Pluto
- 1953 : Mickey à la plage
- 1953 : Rugged Bear
- 1953 : Les Cacahuètes de Donald
- 1954 : Grin and Bear it
- 1954 : The Lone Chipmunks
- 1955 : Un sommeil d'ours
- 1955 : Donald flotteur de bois
- 1955 : Donald et les Abeilles
- 1956 : Chips Ahoy
- 1956 : Hooked Bear
- 1956 : In the Bag
- 1959 : Noah's Ark
- 1963 : Merlin l'Enchanteur
- 1964 : Mary Poppins (un journaliste)
- 1977 : Les Aventures de Bernard et Bianca
- 1979 : Le Trou noir

## Sources
- The Disney Channel's "Disney Family Album: James MacDonald", vers 1985